# ایگناتی نستروف
ایگناتی نستروف (روسی: Игнатий Михайлович Нестеров؛ زادهٔ ۲۰ ژوئن ۱۹۸۳) یک بازیکن فوتبال اهل ازبکستان است.
از باشگاه‌هایی که در آن بازی کرده‌است می‌توان به باشگاه فوتبال پخته‌کار و باشگاه فوتبال بنیادکار اشاره کرد.